# Sen Dōan
Sen Dōan est un nom japonais traditionnel ; le nom de famille (ou le nom d'école), Sen, précède donc le prénom (ou le nom d'artiste).
Sen Dōan (千道安, 1546-1607) est un maître de thé japonais, fils aîné naturel de Sen no Rikyū et de sa première femme Hōshin Myōju (morte en 1577). Son frère adoptif est Sen Shōan, et l'une des raisons de la complexité de la lignée familiale après la mort de Rikyū est que Shōan, plutôt que Dōan, est devenu le nouveau chef de la famille Sen.
Sen Dōan est né à Imaichi dans la ville de Sakai (aujourd'hui dans la préfecture d'Osaka), la région d'origine de Sen no Rikyū et de sa famille. Shōan, qui non seulement était son demi-frère (le fils de la seconde femme de Rikyū) mais également son beau-frère (le mari de sœur Okame) et était du même âge qui lui, fonda une résidence à Kyoto, et la famille Sen se divisa entre la maison de Sakai (Sakai-senke) et celle de Kyoto (Kyō-senke). Dōan héritera de la résidence familiale de Sakai, mais il n'eut ni héritiers, ni enfants adoptifs, et la branche de Sakai s'éteignit avec sa mort.